# Caryophyllia diomedeae
Espèce
Statut CITES
Caryophyllia diomedeae est une espèce de coraux appartenant à la famille des Caryophylliidae.